# V8发动机

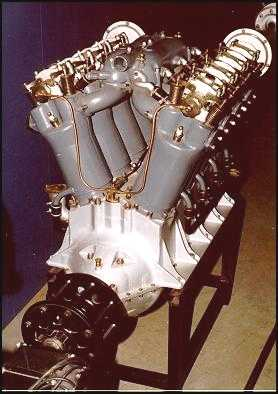
这个实验版本的自由V8飞机发动机清楚地示出了该配置。汽车版本通常使用更宽的90°度角。

V8发动机是有八个气缸的V型引擎，八個氣缸分成兩排，一排四個，兩排氣缸之間成一定的角度，這個角度一般為90°，亦有較窄夾角八個活塞驅動單一曲軸的例子。

## 综述
因體積、重量與製造成本等因素，这种结构的发动机在大型汽车中比较常见。低于三升的发动机很少使用这种结构，量產車最高紀錄為8.3升。美国汽车在1950年代開始就大部分的使用V8引擎。
在美国，IRL、ChampCar和NASCAR等賽車運動都要求使用V8发动机。

### 夾角角度
V8发动机中最常见的角度是90°，这种结构的产品很多，具有最理想的点火和振动特性。
有的V8发动机用不同的角度，一个显著的例子是用在福特金牛SHO的福特/Yamaha V8发动机。它是以福特的Duratec 30 V6为基础的，是60°角。

### 垂直面与平面
曲轴的不同而有两种不同类型的V8。
- 垂直面是美国交通车辆中典型的V8结构。一组内（每4个一组）每个曲柄与前一个的夹角都是90°，因而从曲轴的一端看形成是一个垂直结构。这种垂直面可以实现很好的平衡，但却需要很重的配重铁。因为有很大的旋转惯性，使这种垂直面结构的V8发动机拥有较低的加速度，相对其它类型的发动机不能很快的提速或者减速。这种结构的V8发动机点火次序是从头到尾的，这就需要设计一套额外的排气系统，来连接两端的排气管。这种复杂而近乎成累赘的排气系统现在已经成为单座赛车设计者很头疼的一个大问题了。
- 平面是指曲柄成180°。它们的平衡就不是那么完美了，除非用平衡轴否则震动就非常大。因为不需要配重铁，曲轴的重量小惯性低，可以有高的转速和加速度。这种结构在1.5升的现代赛车Coventry Climax中很常见，这个发动机是从垂直面演变成平面结构的。V8结构的交通用汽车是法拉利来自（Dino发动机），Lotus的（Esprit V8发动机），和TVR（Speed Eight发动机）。这种结构在赛车发动机很常见，最著名的是Cosworth DFV。

垂直面结构的设计很复杂。因为这个原因，大部分的早期V8发动机，包括De Dion-Bouton，Peerless和凯迪拉克都是平面结构设计。1915年，垂直面的设计构思在一次美国汽车工程大会上出现，但是用了8年时间才有了总成。Cadillac和 Peerless（他雇佣了一个前Cadillac 数学家为其工作）同时申请垂直面设计的专利，并且双方答应分享构思。Cadillac 在1923年推出了他们的“Compensated Crankshaft”V8发动机，使用了Peerless在1924年11月推出的“Equipoised Eight”。

## 各國的V8发动机

### 美国
美国可以看成是V8结构发动机的家乡，总是比其它地方更流行，
- 福特
- 通用：雪佛蘭小缸體引擎
- 克莱斯勒

### 英国
勞斯萊斯是第一間生產V8发动机的英國公司，但該公司的第一款V8发动机只是生產了3台。1952年，勞斯萊斯開始研發應用於勞斯萊斯和賓利的L系列V8发动机，並於1959年投產至2020年。
1960年代，英国的最常见的V8发动机是罗孚，装配了数不胜数的英国汽车。实际上，这个发动机并不是英国设计的，而是进口自美国，可以追溯到通用汽车的1960年的奥兹莫比尔／别克的3523 cm³的V8发动机，这个发动机是铸铝的。这个发动机比3.5升的发动机要小（对于美国市场），比一般的V8要轻。它是在1961年的一些别克、奥兹莫比尔和庞蒂克车型中出现的，但很快就被放弃了，以利于更为常见的铸铁箱体的发动机。
因为铝制箱体可以令整个发动机重量更轻，一些人尝试着将它们应用到印第安纳波利斯大奖赛中。澳大利亚的Repco公司曾将这种发动机根据F1标准改造，排量减少到3升等等。改造后的发动机装配了Brabhams 并分别在1966年和1967年赢得了两次F1冠军。
1960年代中期，罗孚公司想要一个新的马力更大的发动机，并且知道了这种小而轻的V8。经过一系列的谈判，他们取得了这种发动机的权益并开始生产它，最初是在1960年代晚期出现在罗孚的轿车当中。
不止罗孚汽车，这种发动机也卖给很多小汽车制造商，并装配了所有类型的交通工具。罗孚的V8发动机装配了很多车型，Morgan、TVR、Triumph、Marcos、MG等等。像美国制造商的Chevrolet 350 小箱体发动机，成为英国的旧车改造中的标准发动机。 
最后大量使用罗孚V8发动机的汽车是路虎发现，现在这种车型已经被一种全新车型取代了。很多独立的跑车制造商还用这种发动机装配他们的手工制作的汽车。
Triumph使用他们的Triumph Slant-4 发动机作为V8发动机的原形。这种Triumph V8 装配了Triumph Stag和少量的紳寶99。
捷豹於1996年開始生產V8发动机，用來取代自家的直6和V12发动机，除了捷豹之外，路虎的高端車型和阿斯頓馬丁的入門車型亦採用捷豹的V8发动机。
邁凱倫汽車於2010年發表的MP4-12C採用名為M838T的V8雙渦輪增壓引擎。現時除了入門級的Artura採用V6之外，其餘中高端的車型均採用名為M840T的V8雙渦輪增壓引擎。

### 法国
法国的De Dion-Bouton 公司在1910年制造出最早的商用V8发动机，后来有雪铁龙，Simca和1934年的22CV的Traction Avant。

### 捷克
太脱拉曾用空冷的V8发动机。

### 德国
- 梅赛德斯·奔驰
- 保时捷 928
- 奥迪
- BMW
  - M62
  - N62

### 意大利

#### 阿尔法·罗密欧
阿尔法·罗密欧的蒙特利尔运动轿车是由V8发动机驱动的。

#### 法拉利
法拉利的赛车是在1962年的268 SP中采用V8引擎的。第一款V8结构的交通汽车则是1974年的308 GT4，随后紧跟着又推出了308 GTB。法拉利最小的V8发动机是1975年的排量2.0升（1990cc）的208 GT4。在1980年代，也制造了一些稍微大一点的208 GTB。3.6升的V8是法拉利法拉利 360。老的Dino V8 在2005年退休，替代它的是Ferrari/Maserati V8。

#### 林寶基尼
林寶基尼（Lamborghini）总是为其高端汽车配备V12结构的发动机，在其非高端汽车中也有V8发动机，包括Urraco和Jalpa。

#### 玛莎拉蒂
玛莎拉蒂（Maserati）的很多汽车都是V8发动机，包括玛莎拉蒂的宝来。这个发动机最初是作为赛车发动机为Maserati 450S设计的。公司最新的发动机装配Quattroporte、Coupe和Spyder，是与法拉利共用的新设计。

### 西班牙
1950到1960年代，西班牙的毕加索汽车公司曾生产出100多辆使用了DOHC技术32气门的V8发动机的跑车。这种发动机有360马力（270千瓦）。

### 日本
豐田是第一間生產V8发动机的日本公司，之後日產和三菱都有生產V8发动机。1970-2000年代，日本有不少重型商用車都使用V8柴油发动机，普及程度比乘用車更高。